# Kurt Müller (Fussballspieler, 1948)

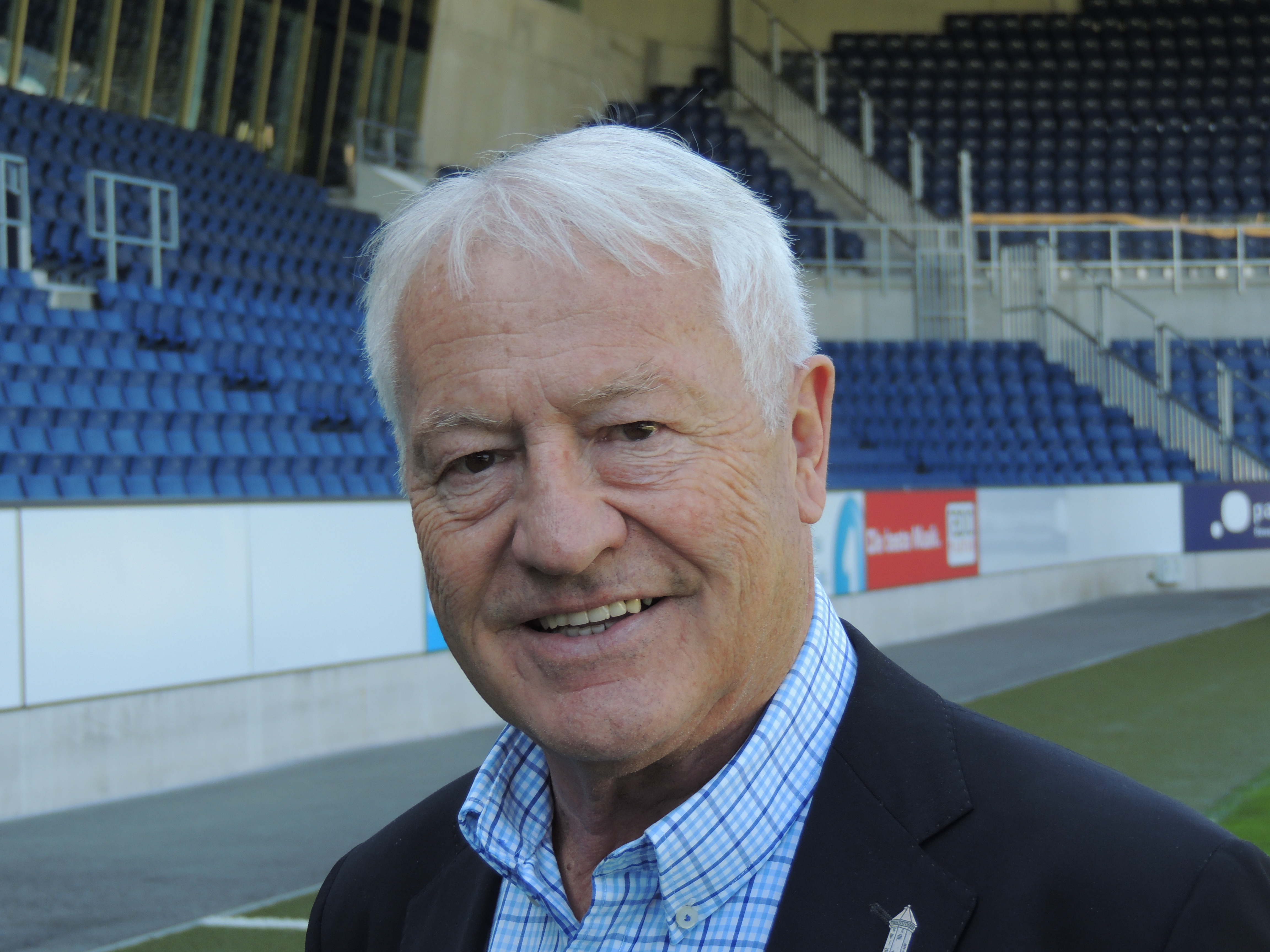
Kudi Müller im Mai 2017

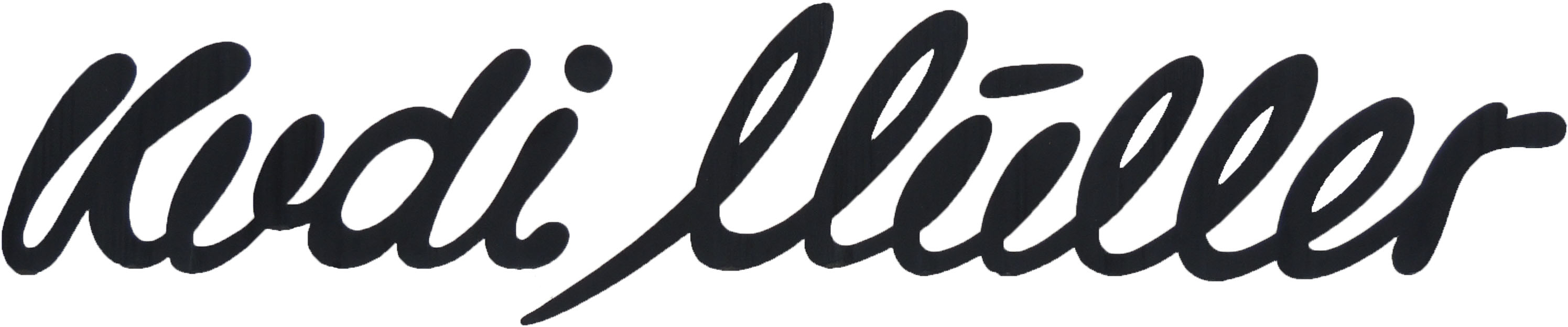
Kudi Müller Unterschrift

Kurt «Kudi» Müller (* 9. Mai 1948 in Luzern) ist ein ehemaliger Schweizer Fussballspieler (Stürmer) und -trainer.

## Leben
Kudi Müller wuchs in Luzern zusammen mit drei Geschwistern auf. Im Jahr 1973 wurde er Besitzer eines Sportgeschäftes in der Stadt Luzern. Seine Frau, ein Bruder und die Schwester waren im Sportgeschäft tätig, während Kudi sich den sportlichen Aktivitäten widmete. Sein Sportgeschäft hiess seit März 1978 Kudi Müller – Sport AG. Ende Januar 2019 gaben Kudi Müller und seine Frau Madeleine das Sportgeschäft auf. Müller ist Vater von vier Kindern (eine Tochter und drei Söhne). Er lebt mit seiner Frau im luzernischen Dierikon.

## Laufbahn

### Vereine
Der gelernte Schriftenmaler aus dem luzernischen Emmenbrücke durchlief die Jugendstationen beim FC Emmenbrücke und schloss sich 1968 dem FC Luzern in der Nationalliga A an. Im ersten Jahr NLA stieg er 1968/69 mit Luzern ab, schaffte mit seinen Mannschaftskameraden aber zusammen mit dem FC Sion den sofortigen Wiederaufstieg. Wie Egon Milder erzielte er 1969/70 in der Aufstiegsrunde 13 Tore. Mit 15 Treffern hatte er 1970/71 entscheidenden Anteil am Klassenerhalt des FC Luzern. Seine persönliche Leistung wurde auch durch sein Debüt am 16. Dezember 1970 in der Nationalmannschaft gewürdigt. Nach drei Runden beim FC Luzern nahm er das Angebot des Grasshopper Club Zürich an und spielte 1971/72 im Hardturmstadion. Er erzielte für GC 13 Tore und belegte mit den Hoppers den dritten Rang. Da seine Stürmerqualitäten zwischenzeitlich auch in der Fussball-Bundesliga aufgefallen waren, verabschiedete sich Müller bereits nach eineinhalb Jahren aus Zürich, zog an die Spree und spielte ab der Rückrunde 1972/73 bei Hertha BSC in Berlin.
In der ersten Runde im Lande des neuen Fussballeuropameisters 1972 war er unter Trainer Helmut Kronsbein sofort Stammspieler an der Seite von Erich Beer und Lorenz Horr. In 15 Spielen gelangen ihm fünf Tore. Auch im zweiten Jahr gehörte er wie sein Namensvetter Ludwig Müller mit 32 Einsätzen und neun Toren dem Kern der Stammelf der Berliner an, die am Rundenende den achten Rang belegten. Sportlich herausragend wurde sein drittes Berliner Jahr, 1974/75, als er bei der Erringung der Vizemeisterschaft hinter Borussia Mönchengladbach 30 Ligaspiele absolvierte und sechs Tore für die Mannschaft von Trainer Georg Keßler erzielte. Am 19. April 1975 erzielte Müller vor 90'000 Zuschauern beim Spitzenspiel gegen die Mannschaft von Trainer Hennes Weisweiler beide Treffer zum 2:1-Heimsieg. Sein Gegenspieler war dabei Nationalverteidiger Berti Vogts. Nach drei Jahren Bundesliga mit 77 Einsätzen und 20 Toren zog es ihn wieder in die Heimat zurück, zur Runde 1975/76 unterschrieb er beim Servette FC.
Im Stade des Charmilles erreichte der Offensivspieler auf Anhieb die Vizemeisterschaft und zog mit den Granatroten in seiner ersten Saison mit Trainer Jürgen Sundermann und den Mitspielern Alfred Hußner und Hans-Jörg Pfister in den Cup-Final ein. Gegen den Double-Gewinner FC Zürich wurde das Endspiel aber mit 0:1 Toren verloren. In der zweiten Saison 1976/77 entschied ein Entscheidungsspiel gegen den FC Basel die Schweizer Meisterschaft. In den Final-Group-Spielen waren die Konkurrenten punktgleich mit je 29 Punkten den Rivalen davongeeilt. Basel setzte sich mit 2:1 durch, Müller zeichnete für das Tor der Servettiens verantwortlich. Nach diesen zwei Vizemeisterschaften wechselte er in die Landeshauptstadt und spielte nochmals vier Spielzeiten für den BSC Young Boys Bern. Mit YB stand Müller in den Jahren 1979 und 1980 noch zwei Mal in den Cup-Finals, verlor aber beide Endspiele gegen Servette Genève beziehungsweise den FC Sion.
Daran schlossen sich bis ins Alter von 46 Jahren Tätigkeiten als Spielertrainer bei den Vereinen in Kriens, Emmenbrücke, Altdorf, SC Obergeissenstein und Kickers Luzern an. Von 2002 bis 2012 arbeitete er beim FC Luzern als Profitrainer im Nachwuchsbereich. Seither ist er Botschafter des FCL.

### Nationalmannschaft, 1970 bis 1977
Zwischen 1970 und 1977 absolvierte Müller 41 Spiele für die Schweizer Fussballnationalmannschaft, in denen er sieben Tore erzielte. Unter Trainer Louis Maurer debütierte er am 16. Dezember 1970 beim EM-Qualifikationsspiel in Piräus gegen Griechenland in der Nationalmannschaft. An der Seite von Karl Odermatt, Jakob Kuhn, Rolf Blättler und Fritz Künzli erzielte er das Siegtor zum 1:0-Erfolg. Besondere Spiele waren die Partien am 4. September 1974 in Basel gegen den neuen Fussball-Weltmeister Deutschland und am 3. September 1975 gegen England, bei denen er jeweils den Schweizer Ehrentreffer bei den beiden 1:2-Heimniederlagen erzielte. Nach dem WM-Qualifikationsspiel am 30. Oktober 1977 in Bern gegen Norwegen verabschiedete er sich nach 41 Partien aus der Nationalmannschaft. Er wurde dabei von Trainer Roger Vonlanthen für den 1:0-Siegtorschützen Claudio Sulser eingewechselt.